# Łukasz Koziura
Łukasz Koziura (ur. 8 czerwca 1992) – polski siatkarz, grający na pozycji libero.
Wychowanek ZAKSY Kędzierzyn-Koźle. W latach 2015–2017 oraz w sezonie 2018/2019 występował w drużynie BBTS Bielsko-Biała. Karierę sportową zakończył w 2019 roku.

## Sukcesy klubowe
Mistrzostwo I ligi:
- 2018